# 길 (1978년 영화)
"길"(Road)은 한국에서 제작된 이성구 감독의 1978년 드라마 영화이다. 윤연경 등이 주연으로 출연하였고 김화식 등이 제작에 참여하였다.

## 출연

### 주연
- 윤연경
- 하명중

### 조연
- 황해
- 박암
- 장훈
- 박지훈
- 안병경

## 기타
- 제작부장: 함영호
- 촬영부: 장석훈
- 조명: 장기종
- 조명부: 이헌재
- 조감독: 김양득
- 미술: 김유준
- 소품: 김호길
- 분장: 김용학
- 의상: 이해윤
- 고증: 심우성